# Ahuas
Ahuas é uma cidade hondurenha do departamento de Gracias a Dios.